# Hans Wertinger

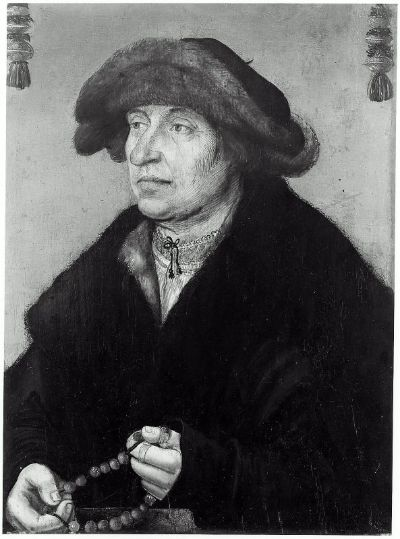
Portrait d'homme tenant un rosaire, le haut du tableau a été coupé et il ne reste que deux pompons de la guirlande.

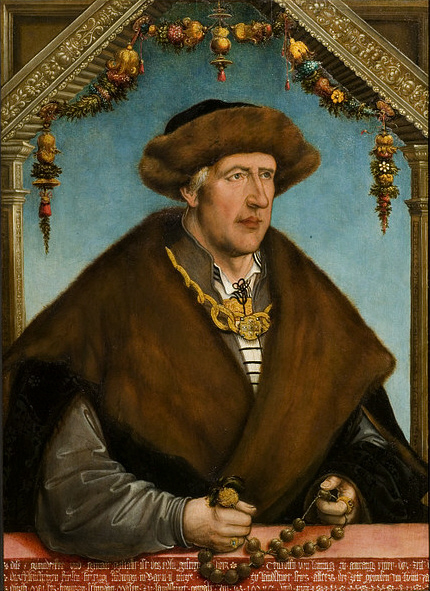
Portrait de Christoph von Laiming

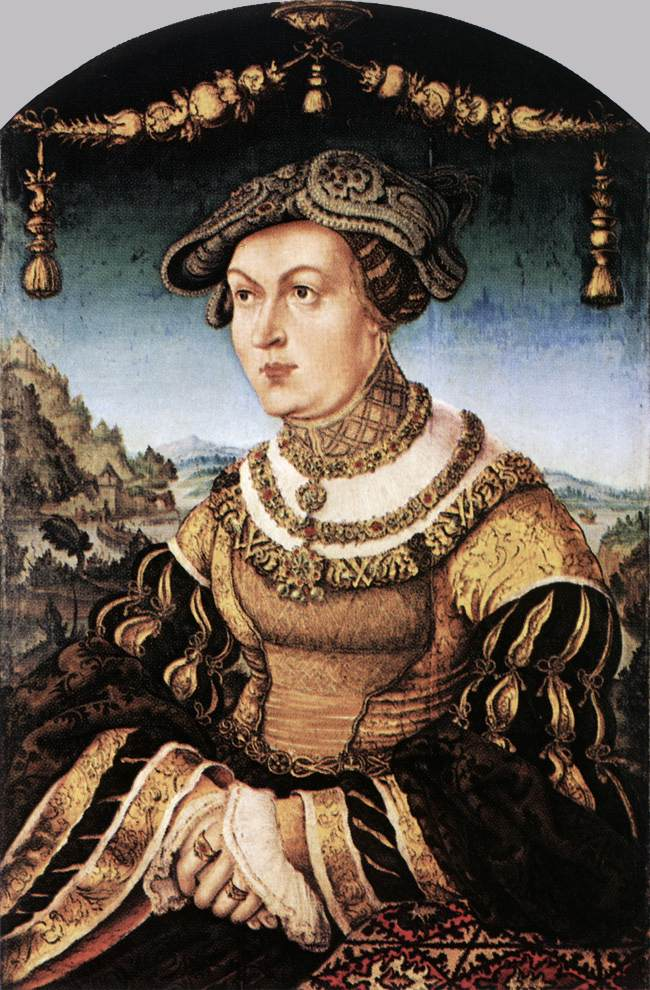
Portrait de la Princesse Maria Jacobäa, Mumich, Alte Pinakothek

Hans Wertinger ou Hans von Wertinger, dit Schwabmaler (« Le peintre Souabe ») est un peintre bavarois né vers 1465-1470 mort à Landshut en 1533. Sa caractéristique est l'emploi dans le haut de ses œuvres d'une guirlande décorative de trois types différents.

## Œuvres
- Boston, Museum of Fine Arts, Portrait d'homme tenant un rosaire.
- Londres, Victoria and Albert museum, Portrait de Christoph von Laiming.
- Munich, Alte Pinakothek, Portrait de la Princesse Maria Jacobäa.
- Nuremberg, Germanisches Nationalmuseum, série de neuf tableaux sur le thème des mois de l'année.